# Salix petrophila
Salix petrophila — вид квіткових рослин із родини вербових (Salicaceae).

## Морфологічна характеристика
Це рослина 0.02–0.1 метра заввишки (утворює клони відводками). Стебла лежачі чи виткі. Гілки жовто-бурі, сіро-бурі або червоно-бурі, (часто слабо-сизуваті, матові чи злегка блискучі), голі; гілочки жовто-зелені чи жовто-коричневі, зазвичай голі, іноді від ворсистих до голих. Листки на ніжках 2–13 мм; найбільша листкова пластина від дуже вузької до широко-еліптичної, зворотно-ланцетної чи зворотно-яйцеподібної форми, 19–44 × 7–21 мм; краї плоскі, цілі; верхівка гостра, загострена, опукла чи округла; абаксіальна (низ) поверхня від волосистої до майже голої; адаксіальна поверхня тьмяна чи злегка глянцева, ворсиста чи від рідко ворсинчаста до майже голої; молода пластинка ворсинчаста чи волосиста абаксіально, переважно на краю. Сережки квітнуть коли з'являється листя: тичинкові (≈ 50 квіток) 18–32 × 6–13 мм, маточкові 18–59 (70 у плодах) × 6–15 мм. Коробочка 3.6–5 мм. 2n = 76. Цвітіння: липень — серпень.

## Середовище проживання
США і Канада (Альберта, Британська Колумбія, Каліфорнія, Колорадо, Айдахо, Монтана, Невада, Нью-Мексико, Орегон, Юта, Вашингтон, Вайомінг). Населяє альпійські сніговики, луки, схили осипів і відкриті сухі ложа в ялицево-ялицевих лісах; 1700–4000 метрів.